# Гольдштейн, Эдуард Юльевич
Эдуард Юльевич Гольдштейн (1851—1887) — российский пианист, композитор, дирижёр, музыкальный педагог и музыкальный критик. Старший брат общественного деятеля Михаила Гольдштейна, убитого толпой погромщиков-антисемитов в Архангельске осенью 1905 года.

## Биография
Эдуард Гольдштейн родился 4 (16) января 1851 года в городе Одессе в еврейской семье. Уже в 16 лет был дирижером странствующей оперы на юге России. Музыкальное образование получил в Лейпцигской консерватории (1868—72) под руководством Мошелеса и Рейнеке. 
Вернувшись в Россию, сперва в родном городе, а затем и в столице (с 1874), Гольдштейн вскоре выдвинулся как пианист и теоретик музыки. В Петербурге Эдуард Юльевич Гольдштейн стоял во главе Санкт-Петербургского музыкально-драматического кружка, причем под его управлением в первый раз в столице поставлена была «Хованщина» Модеста Мусоргского (1886 год). 
Незадолго до смерти Э. Ю. Гольдштейн, по приглашению А. Рубинштейна, занял место преподавателя Санкт-Петербургской консерватории; среди его учеников был, в частности, П. П. Шенк.
Некоторое время Гольдштейн состоял также музыкальным критиком в периодических печатных изданиях «Голос», «Минута», «Правительственный вестник» и «Музыкальное обозрение» (1886—1887), причем выказал себя горячим приверженцем новейшей русской музыки. 
Эдуард Юльевич Гольдштейн скончался 24 июля (5 августа) 1887 года в городе Лейпциге.
Опера Гольдштейна «Граф Эссекс» осталась неоконченной; им написаны еще струнный квартет, пьесы для фортепьяно, романсы, (также на немецкие тексты) и другие произведения.